# Oxidercia golosa
Oxidercia golosa är en fjärilsart som beskrevs av Paul Dognin 1897. Oxidercia golosa ingår i släktet Oxidercia och familjen nattflyn. Inga underarter finns listade i Catalogue of Life.